# Zeche Anclam
Die Zeche Anclam ist ein ehemaliges Steinkohlenbergwerk im Wittener Ortsteil Vormholz. Das Bergwerk befand sich im Südflügel der Borbecker Mulde. Es war auch unter dem Namen Zeche Anclam Gerichts Herbede bekannt. Das Grubenfeld des Bergwerks wurde nach der vorpommerschen Stadt Anklam benannt.

## Geschichte

### Die Anfänge
Am 3. November des Jahres 1727 wurde die Mutung auf eine Kohlenbank im Herberder Gehölz eingelegt. Am 20. November des darauffolgenden Jahres wurde ein Längenfeld für den Abbau im Flöz Geitling verliehen. Verliehen wurde das Grubenfeld vom preußischen Bergamt an den Bauernsohn Henrich Johann Mittelste Berghaus, Arnold Auvermann und einen weiteren Verwandten von Henrich Johann Mittelste Berghaus. Das Grubenfeld erstreckte sich vom Muttental bis zum Hardensteiner Tal. Am 18. März des Jahres 1735 verkaufte Arnold Auvermann seinen Bergwerksanteil an die Familie Oberste Frielinghaus. Durch den Kauf der zusätzlichen Kuxe war nun die Familie Oberste Frielinghaus mit 42 2/3 Kuxen an dem Bergwerk beteiligt. Im Jahr 1739 wurde das Grubenfeld vermessen. Zum Zeitpunkt der Vermessung war bereits ein Förderschacht in Betrieb.

### Die weiteren Jahre
In den folgenden Jahren war das Bergwerk bis zum Jahr 1771 in Betrieb. Im Jahr 1755 war das Bergwerk mit zwei Bergleuten belegt. Am 26. Februar des Jahres 1771 waren als Gewerken Johann Röttger Mittelste Berghaus, Diedrich Henrich Rahmann, Melchior Jürgen Mittelste Berghaus, Diedrich Henrich Schmidt, Johann Jürgen Mittelste Berghaus, Caspar Ernst Schumacher und die Erbgenahme Oberste Frielinghaus in die Unterlagen des Bergamtes eingetragen. Die Rezeßgelder waren bis zu diesem Zeitpunkt bezahlt worden. Auch nach dem Jahr 1771 war das Bergwerk weiterhin in Betrieb. Im Jahr 1787 wurde das Bergwerk in der Niemeyerschen Karte eingetragen. Gemäß dieser Karte befand sich das Bergwerk zwischen der heutigen Straße Altenhöfen und der Berghauser Straße. Das Bergwerk war danach noch bis zum Jahr 1799 in Betrieb. In diesem Jahr wurde in der ersten Jahreshälfte noch im Bereich von Schacht 6 abgebaut. Am 6. Juli desselben Jahres wurde die Zeche Anclam stillgelegt. Am 24. August des Jahres 1808 konsolidierte das Bergwerk zusammen mit der Zeche Ankunft unterhalb der Stollensohle zur Zeche Vereinigte Ankunft & Anclam.